# Julie Payne
Pour les articles homonymes, voir Payne.
Ne doit pas être confondue avec Julie Payne (en).
Julie Payne est une actrice américaine née le 11 septembre 1946 à Sweet Home, Oregon (États-Unis).

## Biographie
Julie Kathleen Payne (à ne pas confondre avec l'actrice américaine Julie Anne Payne, 1940-2019) est une actrice américaine de télévision, de cinéma et de théâtre qui, au cours d'une carrière de plus de quarante ans, s'est principalement spécialisée dans les rôles de comédie ainsi que dans le doublage de films.

## Filmographie
- 1965 : Les Mystères de l'Ouest (The Wild Wild West), (série télévisée) - Saison 1 épisode 4, La Nuit de la Mort Subite (The Night of sudden Death), de William Witney (1965) : Corinne Foxx
- 1970 : Des fraises et du sang (The Strawberry Statement) : Woman
- 1971 : THX 1138 : Announcer (voix)
- 1979 : Real Life : Dr. Anne Kramer
- 1980 : First Family (en)
- 1981 : The Incredible Shrinking Woman : Neighbor
- 1983 : Wizards and Warriors (série télévisée) : Queen Lattinia
- 1983 : Private School (en) de Noel Black : Coach Whelan
- 1983 : Twice Upon a Time : Flora Fauna (voix)
- 1983 : Garfield on the Town (en) (TV) : Dr. Liz Wilson (voix)
- 1984 : The Lonely Guy : Rental Agent
- 1984 : Spın̈al Tap (This Is Spinal Tap) : Mime Waitress
- 1984 : The Duck Factory (série télévisée) : Aggie Aylesworth
- 1985 : Vacances de folie (Fraternity Vacation) de James Frawley : Naomi Tvedt
- 1986 : Just Between Friends (en) : Karen
- 1986 : Leo & Liz in Beverly Hills (série télévisée) : Lucille Trumbley
- 1986 : Garfield in Paradise (en) (TV) : Mai-Tai / Stewardess (voix)
- 1986 : Jumpin' Jack Flash : Receptionist at Elizabeth Arden
- 1987 : A Garfield Christmas Special (en) (TV) : Mom (voix)
- 1988 : Portrait of a White Marriage : The Minister's Wife
- 1988 : Crash Course (TV) : Maxine Konner
- 1988 : Garfield et ses amis (série télévisée) : Lanolin / Liz Wilson (voix)
- 1988 : Rain Man : Voice-over Actor (voix)
- 1989 : Garfield's Babes and Bullets (TV) : 'Kitty (voix)
- 1989 : Uncle Buck (voix)
- 1989 : Garfield's Thanksgiving (TV) : Dr. Liz Wilson
- 1990 : Misery : Reporter #1
- 1991 : La Maison hantée (en) (The Haunted) (TV) : Annie
- 1991 : Garfield Gets a Life (TV) : Library Girl, Receptionist (voix)
- 1992 : Glengarry (Glengarry Glen Ross) : Additional Voices
- 1994 : Mon ami Dodger (Monkey Trouble) : Librarian
- 1995 : The Brady Bunch Movie : Mrs. Simmons
- 1996 : Agent zéro zéro (Spy Hard) de Rick Friedberg : Mother Superior
- 2002 : Teddy Bears' Picnic : Lila Claypool
- 2003 : American Pie : Marions-les ! (American Wedding) : Mrs. Zyskowski
- 2005 : Cruel But Necessary : Pearl